# 福南山駅
福南山駅（ふくなんざんえき）は、かつて岡山県倉敷市に存在した下津井電鉄下津井電鉄線の駅（廃駅）である。

## 概要
1950年（昭和25年）5月18日に福南山停車場新設認可申請書が提出された。稗田 - 福田間は約3.9 kmあり、その中間に待避線を設けて所要時間の短縮や旅客の利便性を図ると共に、輸送力の適正配分や正常運行の確保を目的としていた。
しかし列車運行図表に当駅の名はなく、児島 - 茶屋町間廃止1年前の1971年（昭和46年）4月1日改正ダイヤでようやく表記されている。停車する列車は、茶屋町行きが朝2本・夕1本、下津井行きが朝夕各1本であった。

## 歴史
- 1950年（昭和25年）5月31日：認可開業[1]。
- 1972年（昭和47年）4月1日：茶屋町 - 児島間廃止に伴い廃駅となる。
- 1974年（昭和49年）11月：倉敷市による茶屋町 - 児島間の自転車道の整備が完成する。

## 廃止後
現在は岡山県道21号岡山児島線が片側2車線で通っているため、廃線跡の特定が困難となっている。
2019年に「吉備の児島陸続き400年・瀬戸大橋開通30周年記念事業」実行委員会によって旧駅跡に模擬駅名標が設置されたが当駅跡には設置されていない。また稗田・福田の各駅名標は、隣駅名が当駅ではなく別の駅（福南山駅に隣接する駅）となっている。

## 隣の駅
下津井電鉄
下津井電鉄線
稗田駅 - 福南山駅 - 福田駅